# بتول کاچار
بتول کاچار (متولد ۱۹۸۳) اخترزیست‌شناس ترک-آمریکایی و استادیار دانشگاه ویسکانسین است. او یک مرکز تحقیقاتی اخترزیست‌شناسی ناسا را هدایت می‌کند که حیات، منشأ آن و قابلیت سکونت و حیات در جهان‌های دیگر را بررسی می‌کند.
کاچار در استانبول به دنیا آمد. او اولین زن در خانواده‌اش بود که تحصیلات رسمی داشت. بتول در دانشگاه مرمره در رشتهٔ شیمی تحصیل کرد و در سال ۲۰۱۱ بورسیهٔ تحصیلی ناسا را گرفت و به دنبال آن در سال ۲۰۱۳ از مؤسسهٔ اختربیولوژی ناسا کمک مالی دریافت کرد.